# ベンギュ
ベンギュ（Bengü）、本名ベンギュ・エルデン（Bengü Erden、1979年4月23日 - ）は、イズミル出身のトルコの歌手である。
1998年にショーTV（Show TV）のPop Show '98に出場し、2位となった。およそ3年間に及ぶレコーディングを経て、2000年7月に初のアルバム『tr:Hoş Geldin』を出した。その後国内外で300近くに上るコンサートをこなし、5年後の2005年5月に2枚目のアルバム『Bağlasan Durmam』が発売された。その後は2007年の『Taktik』、2008年の『Gezegen』、2009年の『İki Melek』と、継続的にアルバムの製作・発売を続けている。

## アルバム
- Hoş Geldin（2000年）
- Bağlasan Durmam（2005年）
- Taktik（2007年）
- Gezegen（2008年）
- İki Melek（2009年）

## チャート順位
| Taktik    | "Korkma Kalbim"    | 2  | —  |
| Taktik    | "Unut Beni"        | 2  | —  |
| Gezegen   | "Gezegen"          | 9  | —  |
| Gezegen   | "Doya Doya Tat"    | 11 | —  |
| İki Melek | "İki Melek"        | 1  | 84 |
| İki Melek | "Kocaman Öpüyorum" | 1  | 88 |

## 受賞
| 年     | 賞                     | カテゴリ                         |
| ------ | ---------------------- | -------------------------------- |
| 2009年 | イスタンブールFM音楽賞 | 最優秀女性ポップス・アーティスト |